# Gunnar Westerlund
Gunnar Westerlund, född 21 juni 1911 i Oscars församling, Stockholm, död där 3 januari 1983, var en svensk ekonom och professor i socialpsykologi vid Handelshögskolan i Stockholm.
Westerlund var professor i socialpsykologi och staff management vid Handelshögskolan i Stockholm 1956–1977. Han är begravd på Norra begravningsplatsen utanför Stockholm.

### Fotnoter
1. ↑  Sveriges Dödbok 1860–2016, USB, Version 7.10, Sveriges Släktforskarförbund (2016).
2. ↑  ”Arkiverade kopian”. Arkiverad från originalet den 2 juli 2014. https://web.archive.org/web/20140702150026/http://www.hhs.se/se/About/Organisation/Pages/Professorer.aspx. Läst 6 juli 2014.
3. ↑  Jonas Rehnberg, p. 223. Stockholm School of Economics, The first 100 years. Stockholm: Informationsförlaget, 2009.